# Manlius Acilius Aureolus
Manlius Acilius Aureolus (Dacia provincia, 220-230. között – Mediolanum, 268.) lovassági tábornok a Római birodalomban Gallienus császár uralkodása idején, majd trónbitorló.
268-ban Aureolus, aki Gallienus császár hadvezére, lovassági parancsnoka volt, nyíltan a császár árulója lett.
 Gallienus (szül. 218 / † 268, Mediolanum) keleti távolléte miatt Aureolust nevezte ki az Itália északi részén állomásozó erők élére azzal a céllal, hogy megakadályozza Postumus (ur. 260-268)  várható betörését a félszigetre. Azonban ehelyett Aureolus Postumus mellett nyilatkozott és egy pénzsorozatot bocsátott ki nevében Mediolanumban (Milano). Postumus hozzáállása az államcsínyhez ismeretlen; mindenesetre képtelennek bizonyult ara, hogy Aureolus segítségére siessen, – akit időközben Gallienus ostrom alá vett Mediolanumban – , mert lázadás tört ki ellene a germán határvidéken, ugyanis Moguntiacumnál császárrá nyilvánította ki magát egyik tisztje, Laelianus. Postumus végül körülzárta Moguntiacumot és Laelianust kivégeztette. Postumust is hamar utolérte a veszte, mivel katonáinak megtiltotta a város kifosztását, a saját katonái feldühödtek és megölték.
Időközben II. Claudius Gothicust kiáltották ki császárnak, miközben Mediolanum ostroma folyt – állítólag a haldokló Gallienus parancsára. Aureolus amikor értesült az uralkodóváltásról, egyezkedni próbált az új császárral, Claudiussal. Megadásáért cserébe kérte élete megkímélését, ám ennek ellenére katonái megölték, mert rossz néven vették Gallienus iránti hűtlenségét.
Aureolus által kibocsátott érmék előlapjai ugyan Postumus nevét viselik, ám a hátoldalon található EQVIT, EQVITVM (lovasság) olvasható az AVG helyett, illetve a milánói verde ismertetőjegye, hogy a Postumusnak fémjelzett érmék hátlapi alsó részén egyedül itt található valamilyen verdejegy.